# 修文館

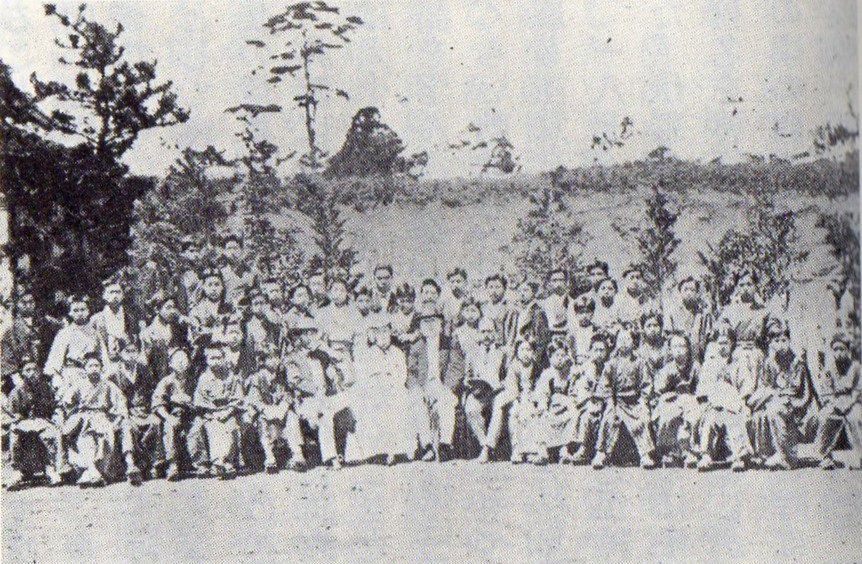
S・R・ブラウンと修文館の生徒たち

修文館（しゅうぶんかん）は、明治時代初期に現在の神奈川県横浜市にあった英学校。

## 沿革
もとは、旧暦・慶応元年2月（1865年）、江戸幕府により伊勢山下（現・花咲町5丁目）の神奈川奉行役宅に、役人子弟への漢学教授のために設置された文学稽古所（学頭は菊地俊助）。同年5月に林大学頭の選により「修文館」の称号が付された。幕府瓦解とともに、明治元年（1868年）に廃止。
明治2年（1869年）、神奈川奉行所を引き継いだ裁判所（行政機関）により再興され、旧英学所（文久2年開設）に英・仏学科、旧修文館に漢学科を設置し、平民の入学も許可した。さらに現在の北仲通6丁目の旧武術稽古所跡に移転合併し、皇学・漢学・洋学の3科を擁する修文館として開設された。
明治3年（1870年）、上記3科に書法・数学の2科を追加。さらに「外国ノ交際日々ニ旺盛ニ趣キ英学ヲ偏重スルノ勢アルヲ以」って、英学校と改称（8歳から16歳までは国典漢籍、17歳から英学を教授）。同年8月より3年契約で、アメリカ・オランダ改革派教会の宣教師S・R・ブラウンが英語科主任に就任した。当初、入学者は神奈川県の役人や県内住民に限られていたが、後の規則改正で県外の生徒も受け入れた。
明治4年（1871年）より民費による経営となり、旧修文館に移転、市学校と称して専ら英学を教授。三井八郎右衞門、原善三郎、小野善三郎ら実業家による多額の寄付金により規模を拡大した。
明治5年（1872年）、啓行堂に改称（後に設置された教員養成所「番外啓行堂」は別組織）。同年8月、私立同文社（代表・川村敬三、星亨が経営）を合併。
さらに新暦・1873年（明治6年）、高島嘉右衛門が明治4年に設立した藍謝堂（横浜町学校・高島学校とも）を合併（翌年1月に藍謝堂は焼失）し、市中共立修文館と改称。後に洋風3階建校舎を相生町6丁目に建設、外国人教師3名を雇い、通弁・商業の2科を主として、川村敬三が取締に推された。
1875年（明治8年）、野毛山（旧・戸部町字境久保）に校舎建築移転、修文館に名称を戻したが、翌1876年（明治9年）6月に廃止、神奈川県師範学校に改編された。
在任期間は不明だが、日本人教師としては星亨、川村敬三、石川彝（つね）、横尾東作、小林乾一郎、柳谷謙太郎らが担当。

## 刊行書
- 教科書『英学入門　The First Primer, for the use of the School Shoobunkwan, at Yokohama』1869年、国立国会図書館所蔵。
- 入学案内書『啓行堂入社之則』 明治5年正月（1872年2月）、国立国会図書館所蔵。

## 主な出身者
- 浅野広輔
- 阿部欽次郎
- 伊東友賢（旧仙台藩臣）
- 猪俣昌武
- 井深梶之助（旧会津藩臣）
- 植村正久（旧幕臣）
- 押川方義（旧伊予松山藩臣）
- 小野梓
- 川俣英夫
- 佐久間信恭（旧幕臣）
- 佐藤昌介
- 島田三郎（旧幕臣）
- 白石直治（旧土佐藩臣）
- 都筑馨六（旧西条藩臣）
- 寺崎遜
- 野沢鶏一（旧会津藩臣）
- 藤生金六
- 本多忠保（旧幕臣）[8]
- 本多庸一（旧弘前藩臣）
- 真木重遠（旧越後長岡藩臣）
- 松平定敬（旧桑名藩主）、松平定教（定敬の養子）、駒井重格・柳本通義（旧桑名藩臣）
- 宮部金吾
- 山田順一